# 東京映画
東京映画株式会社（とうきょうえいが）は、かつて存在した日本の映画制作プロダクションである。1952年（昭和27年）5月27日に東宝の関係会社として設立、東宝が配給した映画「駅前シリーズ」等のコメディ映画を製作し、東京映画撮影所を稼働させた。東宝は東西両撮影所制を敷いた大映や東映、松竹（1965年京都撮影所閉鎖＝部分的に別会社として存続活動後、大船閉鎖後ふたたび松竹撮影所として機能している）と異なり、戦前期に京都撮影所を閉鎖して砧撮影所に製作を原則一元化していたが、傘下の東京映画と宝塚映画は別に撮影所を持ち、盛期にはそれぞれ年間十本程度の作品を供給し続けている。ともに監督と俳優は東宝から供給されたが、技術スタッフは独自の機構を備えてそれぞれのカラーを発揮した。東京映画は、撮影所なのに皆ネクタイを締めている、と活動屋たちを驚かせた初期の東宝撮影所の社風を戦後まで引き継いだ紳士集団であったといわれる。
1983年（昭和58年）8月25日に株式会社東京映画新社（梅浦洋一社長在籍時の2004年9月1日、東宝に合併して消滅）に改組、消滅した。

## 撮影所の変遷
| 年号   | 名称           | 所在地                     | 備考                                       |
| ------ | -------------- | -------------------------- | ------------------------------------------ |
| 1952年 | 東京映画撮影所 | 東京都品川区上大崎2-10-17  | 創立・開所                                 |
| 1962年 | 東京映画撮影所 | 東京都世田谷区船橋3-4      | 移転、連合映画からレンタル                 |
| 1977年 | 東宝スタジオ   | 東京都世田谷区成城1丁目4-1 | 移転、閉鎖された東宝技術研究所の建物を使用 |
| 1983年 |                |                            | 更地・売却                                 |

## 略歴・概要
1952年（昭和27年）5月27日、東宝に映画作品を供給する映画製作会社として三輪小十郎が設立した。設立当時の撮影所は、東京都品川区上大崎の海軍大学校跡地にあった東日興業スタジオを買収、開所された。設立開所第1作は、加藤譲製作、豊田四郎監督の『春の囁き』で、同年12月10日に公開された。
1958年（昭和33年）、豊田四郎が監督した『駅前旅館』をきっかけに「駅前シリーズ」が始まり、同シリーズは1969年（昭和44年）、杉江敏男監督の『喜劇 駅前桟橋』まで全24作つづいた。
1962年（昭和37年）8月15日、撮影所を世田谷区船橋の連合映画撮影所に移転した。上大崎の跡地には東宝の子会社日本映画新社が入居した。新撮影所は当時のスター俳優森繁久彌邸に隣接し、森岩雄が設立した連合映画からのレンタルであった。
1970年（昭和45年）、加山雄三主演の「若大将シリーズ」を第15作、岩内克己監督の『ブラボー! 若大将』、第16作『俺の空だぜ! 若大将』のみ製作を引き継いだ。大映が倒産、日活が「日活ロマンポルノ」の製作を開始した1971年（昭和46年）以降、大映の池広一夫や増村保造、日活の藤田敏八、神代辰巳らが東京映画でメガホンをとっている。
1972年、東宝本体が製作を停止。「五核」を名付けられた五つの子会社が作品供給の中心になることが発表される。プロデュース会社である芸苑社、青灯社、砧撮影所を本拠とする東宝映画、東宝映像とともに東京映画もその一角に名を連ねた（宝塚映画は東宝の子会社ではなく兄弟会社にあたるため含まれていない）。しかし、実際は勝プロ、ホリ企画などの社外プロダクションに押されて五核の製作活動は振るわず（青灯社などは結局1本も製作できなかった）、東京映画も製作本数を減らしていく。
1975年（昭和50年）以降は製作本数が激減し、1977年（昭和52年）2月に撮影所を買収し東宝スタジオ内の東宝技術研究所の建物に移す。だがこの頃から1作のみを製作・公開するようになり、1979年（昭和54年）と1980年（昭和55年）には、創立以来初めて、1作も製作・公開できなかった。1981年（昭和56年）に公開された森谷司郎監督の『漂流』を最後に映画製作から完全撤退した。撮影所もこのころ閉鎖・売却した（跡地はリゾートプラザ成城住宅展示場）。
1983年（昭和58年）8月25日、株式会社東京映画新社に改組、消滅した。東京映画新社はその後、テレビ映画を製作したが、1993年（平成5年）に東宝テレビ部で『太陽にほえろ!』を立ち上げたプロデューサー梅浦洋一が社長に就任し、2004年（平成16年）9月1日、東宝に合併して消滅した。
東京映画撮影所の録音部である「東京映画映像部」は、テレビ映画『ウルトラマンタロウ』等にクレジットされているが、1977年の移転により東宝録音センターに吸収される。同社が末期に手がけたテレビ映画、花王 愛の劇場『わが子よ』は新社が引き継ぎ、1986年（昭和61年）の第6シリーズまで製作された。

## フィルモグラフィ
- 『春の囁き』 : 監督豊田四郎、1952年
- 『びっくり六兵衛』 : 監督組田彰造、1953年
- 『親分の青春』 : 監督村田武雄、1953年
- 『恋人のいる街』 : 監督阿部豊、1953年
- 『逃亡地帯』 : 監督杉江敏男、1953年
- 『続浮雲日記』 : 監督並木鏡太郎、1953年
- 『坊っちゃん』 : 監督丸山誠治、1953年
- 『夕立勘五郎』 : 監督滝沢英輔、1953年
- 『北海の虎』 : 監督田中重雄、1953年
- 『忍術罷り通る』 : 監督野村浩将、1953年
- 『ママの日記』 : 監督春原政久、1954年
- 『ウッカリ夫人とチャッカリ夫人 やりくり算段の巻』 : 監督渡辺邦男、1954年
- 『よい婿どの』 : 監督田尻繁、1954年
- 『風立ちぬ』 : 監督島耕二、共同製作大雅社、1954年
- 『やくざ囃子』 : 監督マキノ雅弘、共同製作滝村プロダクション、1954年
- 『陽気な探偵』 : 監督西村元男、1954年
- 『その後のウッカリ夫人とチャッカリ夫人』 : 監督春原政久、1954年
- 『母の初恋』 : 監督久松静児、1954年
- 『あんみつ姫 甘辛城の巻』 : 監督仲木繁夫、1954年
- 『あんみつ姫 妖術競べの巻』 : 監督仲木繁夫、1954年
- 『兄さんの愛情』 : 監督中川信夫 / 丸山誠治、1954年
- 『明日の幸福』 : 監督瑞穂春海、1955年
- 『月に飛ぶ雁』 : 監督松林宗恵、1955年
- 『渡り鳥いつ帰る』 : 監督久松静児、1955年
- 『赤いカンナの花咲けば』 : 監督小田基義、1955年
- 『愛の歴史』 : 監督山本嘉次郎、1955年
- 『若夫婦なやまし日記』 : 監督田尻繁、1955年
- 『やがて青空』 : 監督小田基義、1955年
- 『船場の娘より 忘れじの人』 : 監督杉江敏男、1955年
- 『いらっしゃいませ』 : 監督瑞穂春海、1955年
- 『ウッカリ夫人とチャッカリ夫人 夫婦御円満の巻』 : 監督青柳信雄、1956年
- 『ますらを派出夫会』 : 監督小田基義、1956年
- 『続・ますらを派出夫会 お供は辛いね』 : 監督小田基義、1956年
- 『奥様は大学生』 : 監督杉江敏男、1956年
- 『西海国立公園』 : 監督西尾善介、ドキュメンタリー映画、1956年
- 『鬼の居ぬ間』 : 監督瑞穂春海、1956年
- 『森繁よ何処へ行く』 : 監督瑞穂春海、1956年
- 『幽霊タクシー』 : 監督小田基義、1956年
- 『ボロ靴交響楽』 : 監督西村元男、1956年
- 『女囚と共に』 : 監督久松静児、1956年
- 『お初の方恋』 : 監督小田基義、1956年
- 『のんき夫婦』 : 監督杉江敏男、1956年
- 『猫と庄造と二人のをんな』 : 監督豊田四郎、1956年
- 『浮気旅行』 : 監督杉江敏男、1956年
- 『おしどりの間』 : 監督木村恵吾、1956年
- 『おしゃべり社長』 : 監督青柳信雄、1957年
- 『東京よいとこ』 : 監督西村元男、1957年
- 『雨情』 : 監督久松静児、1957年
- 『東京のテキサス人』 : 監督小田基義、1957年
- 『三十六人の乗客』 : 監督杉江敏男、1957年
- 『ひかげの娘』 : 監督松林宗恵、1957年
- 『裸の町』 : 監督久松静児、1957年
- 『月と接吻』 : 監督小田基義、1957年
- 『その夜のひめごと』 : 監督木村恵吾、1957年
- 『肌色の月』 : 監督杉江敏男、1957年
- 『おトラさん』 : 監督小田基義、1957年
- 「駅前シリーズ」全24作 : 監督豊田四郎 / 久松静児 / 佐伯幸三 / 井上和男 / 山田達雄 / 杉江敏男、1958年 - 1969年
  - 『喜劇 駅前旅館』 : 監督豊田四郎、1958年
  - 『喜劇 駅前弁当』 : 監督久松静児、1961年
  - 『喜劇 駅前団地』 : 監督久松静児、1961年
  - 『喜劇 駅前温泉』 : 監督久松静児、1962年
  - 『喜劇 駅前飯店』 : 監督久松静児、1962年
  - 『喜劇 駅前茶釜』 : 監督久松静児、1963年
  - 『喜劇 駅前女将』 : 監督佐伯幸三、1964年
  - 『喜劇 駅前怪談』 : 監督佐伯幸三、1964年
  - 『喜劇 駅前音頭』 : 監督佐伯幸三、1964年
  - 『喜劇 駅前天神』 : 監督佐伯幸三、1964年
  - 『喜劇 駅前医院』 : 監督佐伯幸三、1965年
  - 『喜劇 駅前金融』 : 監督佐伯幸三、1965年
  - 『喜劇 駅前大学』 : 監督佐伯幸三、1965年
  - 『喜劇 駅前弁天』 : 監督佐伯幸三、1966年
  - 『喜劇 駅前漫画』 : 監督佐伯幸三、1966年
  - 『喜劇 駅前番頭』 : 監督佐伯幸三、1966年
  - 『喜劇 駅前競馬』 : 監督佐伯幸三、1966年
  - 『喜劇 駅前満貫』 : 監督佐伯幸三、1967年
  - 『喜劇 駅前学園』 : 監督井上和男、1967年
  - 『喜劇 駅前探検』 : 監督井上和男、1967年
  - 『喜劇 駅前百年』 : 監督豊田四郎、1967年
  - 『喜劇 駅前開運』 : 監督豊田四郎、1968年
  - 『喜劇 駅前火山』 : 監督山田達雄、1968年
  - 『喜劇 駅前桟橋』 : 監督杉江敏男、1969年
- 『乾杯! 見合結婚』 : 監督瑞穂春海、1958年
- 『負ケラレマセン勝ツマデハ』 : 監督豊田四郎、1958年
- 『女であること』 : 監督川島雄三、1958年
- 『母三人』 : 監督久松静児、1958年
- 『おトラさんのホームラン』 : 監督小田基義、1958年
- 『花ざかりおトラさん』 : 監督小田基義、1958年
- 『恋は異なもの味なもの』 : 監督瑞穂春海、1958年
- 『大笑い捕物帖』 : 監督青柳信雄、1958年
- 『ぶっつけ本番』 : 監督佐伯幸三、1958年
- 『おトラさんのお化け騒動』 : 監督小田基義、1958年
- 『つづり方兄妹』 : 監督久松静児、1958年
- 『おトラさんの公休日』 : 監督小田基義、1958年
- 『みみずく説法』 : 監督久松静児 / 板谷紀之、1958年
- 『フランキーの僕は三人前』 : 監督瑞穂春海、1958年
- 『恐喝』 : 監督佐伯幸三、1958年
- 『おトラさん大繁盛』 : 監督小田基義、1958年
- 『グラマ島の誘惑』 : 監督川島雄三、1959年
- 『デン助のワンタン親父とシューマイ娘』 : 監督板谷紀之、1959年
- 『デン助のやりくり親父』 : 監督板谷紀之、1959年
- 『愛妻記』 : 監督久松静児、1959年
- 『僕らの母さん』 : 監督板谷紀之、1959年
- 『男性飼育法』 : 監督豊田四郎、1959年
- 『愛の鐘』 : 監督久松静児、1959年
- 『暗夜行路』 : 監督豊田四郎、1959年
- 『花嫁さんは世界一』 : 監督新藤兼人、1959年
- 『天下の大泥棒 白浪五人男』 : 監督佐伯幸三、1960年
- 『黒い花びら』 : 監督瑞穂春海、1960年
- 『人も歩けば』 : 監督川島雄三、1960年
- 『珍品堂主人』 : 監督豊田四郎、1960年
- 『路傍の石』 : 監督久松静児、1960年
- 『噛みついた若旦那』 : 監督青柳信雄、1960年
- 『幽霊繁盛記』 : 監督佐伯幸三、1960年
- 『濹東綺譚』 : 監督豊田四郎、1960年
- 『遠い一つの道』 : 監督内川清一郎、1960年
- 『自由ケ丘夫人』 : 監督佐伯幸三、1960年
- 『赤坂の姉妹 夜の肌』 : 監督川島雄三、1960年
- 『縞の背広の親分衆』 : 監督川島雄三、1961年
- 『名もなく貧しく美しく』 : 監督松山善三、1961年
- 『腰抜け女兵騒動』 : 監督佐伯幸三、1961年
- 『アトミックのおぼん スリますわヨの巻』 : 監督佐伯幸三、1961年
- 『金づくり無法時代』 : 監督内川清一郎、1961年
- 『東京夜話』 : 監督豊田四郎、1961年
- 『漫画横丁 アトミックのおぼん 女親分対決の巻』 : 監督佐伯幸三、1961年
- 『黒い画集 ある遭難』 : 監督杉江敏男、原作松本清張、1961年
- 『女ばかりの夜』 : 監督田中絹代、1961年
- 『地獄の饗宴』 : 監督岡本喜八、1961年
- 『南の島に雪が降る』 : 監督久松静児、1961年
- 『花影』 : 監督川島雄三、1961年
- 『明日ある限り』 : 監督豊田四郎、1962年
- 『はぐれ念仏 歓喜まんだら』 : 監督佐伯幸三、1962年
- 『娘と私』 : 監督堀川弘通、1962年
- 『如何なる星の下に』 : 監督豊田四郎、1962年
- 『青べか物語』 : 監督川島雄三、1962年
- 『夢で逢いましょ』 : 監督佐伯幸三、1962年
- 『ぶらりぶらぶら物語』 : 監督松山善三、1962年
- 『憂愁平野』 : 監督豊田四郎、1963年
- 『喜劇 とんかつ一代』 : 監督川島雄三、1963年
- 『白と黒』 : 監督堀川弘通、1963年
- 『台所太平記』 : 監督豊田四郎、1963年
- 『わんぱく天使』 : 監督久松静児、1963年
- 『みれん』 : 監督千葉泰樹、1963年
- 『新・夫婦善哉』 : 監督豊田四郎、1963年
- 『ミスター・ジャイアンツ 勝利の旗』 : 監督佐伯幸三、1964年
- 『くたばれ! 社用族』 : 監督秦幸三郎、1964年
- 『喜劇 陽気な未亡人』 : 監督豊田四郎、1964年
- 『われ一粒の麦なれど』 : 監督松山善三、1964年
- 『甘い汗』 : 監督豊田四郎、1964年
- 『鬼婆』 : 監督新藤兼人、共同製作近代映画協会、1964年
- 『勇者のみ』 : 監督フランク・シナトラ、共同製作シナトラ・エンタープライズ、1965年
- 『波影』 : 監督豊田四郎、1965年
- 『最後の審判』 : 監督堀川弘通、1965年
- 『ブワナ・トシの歌』 : 監督羽仁進、共同製作昭和映画、1965年
- 『四谷怪談』 : 監督豊田四郎、1965年
- 『花のお江戸の法界坊』 : 監督久松静児、1965年
- 『喜劇 各駅停車』 : 監督井上和男、1965年
- 『大工太平記』 : 監督豊田四郎、1965年
- 『六條ゆきやま紬』 : 監督松山善三、1965年
- 『あんま太平記』 : 監督佐伯幸三、1965年
- 『悪党』 : 監督新藤兼人、共同製作近代映画協会、1965年
- 『新・事件記者 大都会の罠』 : 監督井上和男、1966年
- 『他人の顔』 : 監督勅使河原宏、共同製作勅使河原プロダクション、1966年
- 『新・事件記者 殺意の丘』 : 監督井上和男、1966年
- 『喜劇 仰げば尊し』 : 監督渋谷実、1966年
- 『アンデスの花嫁』 : 監督羽仁進、共同製作羽仁プロダクション、1966年
- 『千曲川絶唱』 : 監督豊田四郎、1967年
- 『続・名もなく貧しく美しく 父と子』 : 監督松山善三、1967年
- 『その人は昔』 : 監督松山善三、1967年
- 『青春太郎』 : 監督中平康、1967年
- 『君に幸福を センチメンタル・ボーイ』 : 監督丸山誠治、1967年
- 『女と味噌汁』 : 監督五所平之助、1968年
- 『ドリフターズですよ!盗って盗って盗りまくれ』 : 監督渡辺祐介、共同製作渡辺プロダクション、1968年
- 『日本の青春』 : 監督小林正樹、1968年
- 『北穂高絶唱』 : 監督沢島忠、1968年
- 『昭和元禄 TOKYO196X年』 : 監督恩地日出夫、1968年
- 『お熱い休暇』 : 監督平山晃生、1968年
- 『にっぽん親不孝時代』 : 監督山本邦彦、1968年
- 『ザ・タイガース 華やかなる招待』 : 監督山本邦彦、共同製作渡辺プロダクション、1968年
- 『仇討ち』:オムニバス時代劇　全26回、TBSテレビ、水曜日放映、1968年10月02日 - 1969年03月26日
- 『ザ・テンプターズ 涙のあとに微笑みを』 : 監督内川清一郎、1969年
- 『津軽絶唱』 : 監督岡本愛彦、1969年
- 『御用金』 : 監督五社英雄、共同製作フジテレビジョン、1969年
- 『ボルネオ大将 赤道に賭ける』 : 監督沢島忠、1969年
- 『ザ・タイガース ハーイ!ロンドン』 : 監督岩内克己、共同製作渡辺プロダクション、1969年
- 『ブラボー! 若大将』 : 監督岩内克己、1970年
- 『蝦夷館の決闘』 : 監督古沢憲吾、1970年
- 『白昼の襲撃』 : 監督西村潔、1970年
- 『二人でひとり』 : 監督青島幸男、共同製作青島プロダクション、1970年
- 『俺の空だぜ! 若大将』 : 監督小谷承靖、1970年
- 『その人は女教師』 : 監督出目昌伸、1970年
- 『喜劇 男売ります』 : 監督西村潔、1970年
- 『喜劇 ドッキリ大逃走』 : 監督岩内克己、1970年
- 『初めての旅』 : 監督森谷司郎、1971年
- 『走れ! コウタロー 喜劇 男だから泣くサ』 : 監督山本邦彦、1971年
- 『凄い奴ら』 : 監督西村潔、1971年
- 『西のペテン師 東のサギ師』 : 監督福田純、1971年
- 『出所祝い』 : 監督五社英雄、1971年
- 『ひばりのすべて』 : 監督井上梅次、共同製作日本コロムビア、1971年
- 『女の花道』 : 監督沢島忠、共同製作日本コロムビア、1971年
- 『起きて転んでまた起きて』 : 監督前田陽一、1971年
- 『ヘアピン・サーカス』 : 監督西村潔、1972年
- 『薔薇の標的』 : 監督西村潔、1972年
- 『無宿人御子神の丈吉 牙は引き裂いた』 : 監督池広一夫、1972年
- 『湯けむり110番 いるかの大将』 : 監督井上和男、1972年
- 『無宿人御子神の丈吉 川風に過去は流れた』 : 監督池広一夫、1972年
- 『にっぽん三銃士 おさらば東京の巻』 : 監督岡本喜八、1972年
- 『にっぽん三銃士 博多帯しめ一本どっこの巻』 : 監督岡本喜八、1973年
- 『宿人御子神の丈吉 黄昏に閃光が飛んだ』 : 監督池広一夫、1973年
- 『化石の森』 : 監督篠田正浩、1973年
- 『喜劇 黄綬褒章』 : 監督井上和男、1973年
- 『二十歳の原点』 : 監督大森健次郎、1973年
- 『修羅雪姫』 : 監督藤田敏八、1973年
- 『風の中のあいつ』全26話 : テレビ映画、共同製作渡辺企画 / TBS、1973年 - 1974年
- 『三婆』 : 監督中村登、1974年
- 『女房を早死にさせる方法』 : 監督児玉進、1974年
- 『修羅雪姫 怨み恋歌』 : 監督藤田敏八、1974年
- 『青春の蹉跌』 : 監督神代辰巳、共同製作渡辺企画、1974年
- 『蔵王絶唱』 : 監督山本邦彦、1974年
- 『おらあガン太だ』全37話 : テレビ映画、共同製作俳優座 / フジテレビ、1974年 - 1975年
- 『どてらい男』 : 監督古沢憲吾、1975年
- 『櫛の火』 : 監督神代辰巳、1975年
- 『動脈列島』 : 監督増村保造、1975年
- 『挽歌』 : 監督河崎義祐、1976年
- 『星と嵐』 : 監督出目昌伸、共同製作M・M・C、1976年
- 花王 愛の劇場『幻の殺意』 : テレビ映画、TBS、1976年
- 『アラスカ物語』 : 監督堀川弘通、1977年
- ブラザー劇場『刑事犬カール』全39話 : テレビ映画、共同製作渡辺企画 / TBS、1977年 - 1978年
- 『愛の嵐の中で』 : 監督小谷承靖、共同製作サンミュージック、1978年
- 『漂流』 : 監督森谷司郎、1981年
- 花王 愛の劇場『わが子よ』 : テレビ映画、TBS、1981年 - 1983年 （東京映画新社、1984年 - 1986年）

## 註
1. 1 2 3  簡易合併に関するお知らせ、東宝、2004年6月22日付、2009年10月10日閲覧。
2. ↑  「日本映画新社という会社 Archived 2009年6月2日, at the Wayback Machine.」、執筆重田一男、ニュース映画製作者連盟、2009年10月10日閲覧。